# LA Tennis Open Challenger 2011
L'LA Tennis Open Challenger 2011 è stato un torneo di tennis facente parte della categoria ITF Women's Circuit nell'ambito dell'ITF Women's Circuit 2011. Il torneo si è giocato a Carson negli USA dal 23 al 29 maggio 2011 su campi in cemento e aveva un montepremi di 50 000 $.

## Vincitori

### Singolare
Camila Giorgi ha battuto in finale  Alexa Glatch con il punteggio di 7–6(4), 6–1

### Doppio
Alexandra Mueller /  Asia Muhammad hanno battuto in finale  Christina Fusano /  Yasmin Schnack con il punteggio di 6–2, 6–3